# Isidro Fabela (kommun)
Isidro Fabela är en kommun i Mexiko. Den ligger i centrala delen av delstaten Mexiko och cirka 35 km nordväst om huvudstaden Mexico City. Den administrativa huvudorten i kommunen är Tlazala de Fabela, med 2 002 invånare år 2010. Kommunen är namngiven efter Isidro Fabela, en historiskt betydelsefull politiker i Mexiko.
Kommunen hade sammanlagt 10 308 invånare vid folkräkningen 2010 och kommunens area är 75,79 kvadratkilometer. Isidro Fabela tillhör regionen Zumpango.
Kommunpresident sedan 2016 är Leonardo Mondragón Ortega från Partido de la Revolución Democrática.

## Orter
De fem största samhällena i Isidro Fabela var enligt följande vid folkräkningen 2010.
1. Tlazala de Fabela, 2 002 invånare.
2. Colonia Palma, 1 453 invånare.
3. Ejido Palma, 1 315 invånare.
4. Ejido Miraflores, 1 017 invånare.
5. Ejido los Jarros, 823 invånare.